# Arcade (Nueva York)
Arcade es un pueblo ubicado en el condado de Wyoming en el estado estadounidense de Nueva York. En el año 2000 tenía una población de 4184 habitantes y una densidad poblacional de 34 personas por km².

## Geografía
Arcade se encuentra ubicado en las coordenadas 42°32′24″N 78°24′36″O / 42.54000, -78.41000.

## Demografía
Según la Oficina del Censo en 2000 los ingresos medios por hogar en la localidad eran de $35 982, y los ingresos medios por familia eran $43 077. Los hombres tenían unos ingresos medios de $32 936 frente a los $22 222 para las mujeres. La renta per cápita para la localidad era de $16 820. Alrededor del 7.1% de la población estaban por debajo del umbral de pobreza.